# Bolitoglossa biseriata
Bolitoglossa biseriata là một loài kỳ giông trong họ Plethodontidae.
Nó được tìm thấy ở Colombia và Panama.
Môi trường sống tự nhiên của chúng là các khu rừng ẩm ướt đất thấp nhiệt đới hoặc cận nhiệt đới.
Nó bị đe dọa do mất môi trường sống.